# جايسون ميلز

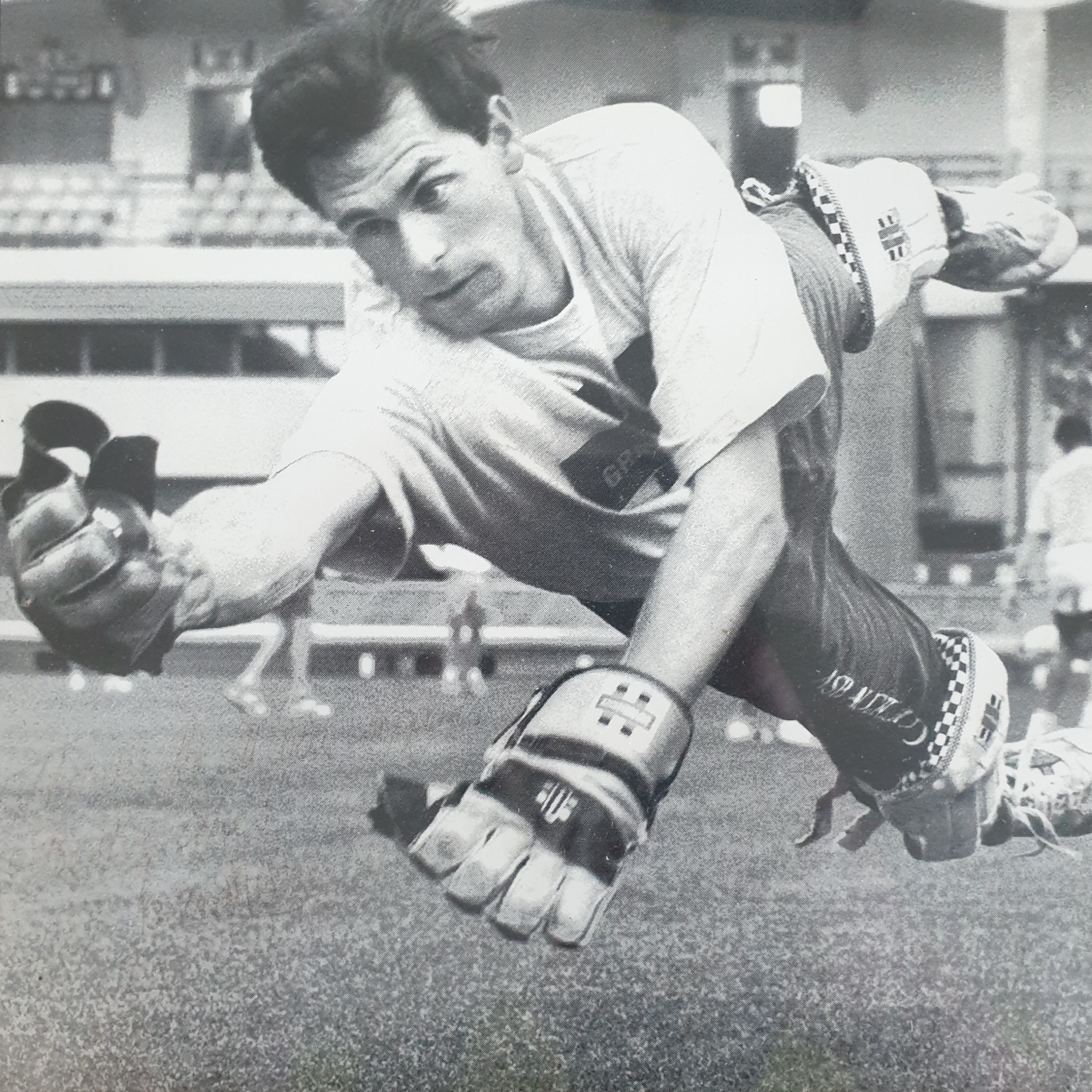

جايسون ميلز (12 أغسطس 1969 في نيوزيلندا - ) (بالإنجليزية: Jason Mills)‏ هو لاعب كريكت نيوزلندي.

## وصلات خارجية
- جايسون ميلز على موقع إي آس بي آن كريك إنفو (الإنجليزية)